# باسوطة
باسوطة (بالكردية: Basûte‏) هي قرية سوريّة تتبع إداريّاً لمحافظة حلب منطقة عفرين ناحية مركز عفرين. بلغ تعداد سكانها 2,389 نسمة حسب التعداد السكاني لعام 2004، و4,160 نسمة حسب قيود السجل المدني لنهاية عام 2005.